# Jan Frans van Douven
Jan Frans van Douven (n. 1656, Roermond, d. 1727, Düsseldorf) a fost un pictor portretist olandez, aparținând școlii olandeze din Leiden.  Născut și format ca pictor în Țările de Jos, și-a petrecut însă cea mai mare parte a vieții și carierei artistice în Düsseldorf (acum în Germania), ca pictor de Curte.

## Viața și cariera
În 1682 se stabilește la Düsseldorf, ca pictor de Curte al principelui elector palatin al Renaniei, Johann Wilhelm von der Pfalz-Neuburg, numit de populația locală Jan Wellem (ani de domnie 1690–1716), și al celei de-a doua soții a acestuia, principesa Anna Maria Luisa de Medici. Începând din 1682, execută, la comanda acestora, o serie de picturi care îi înfățișează în timpul diverselor ocupații cotidiene (Scene din viața Curții din Düsseldorf). Pictorul joacă un rol important în înființarea galeriei de pictură a palatului.
Însoțindu-l pe prințul elector în timpul unei călătorii la Viena, are ocazia să picteze portretele împăratului și împărătesei. La Düsseldorf și în orașele în care a călătorit în decursul carierei, execută numeroase portrete de prinți europeni, nobili sau celebrități, printre care și portretul compozitorului și violonistului Arcangelo Corelli.

## Opera (selecțiuni)

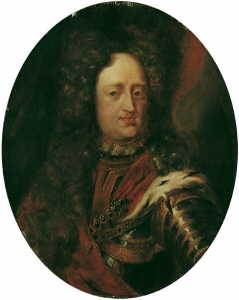
Jan Wellem (Johann Wilhelm von der Pfalz) Portret
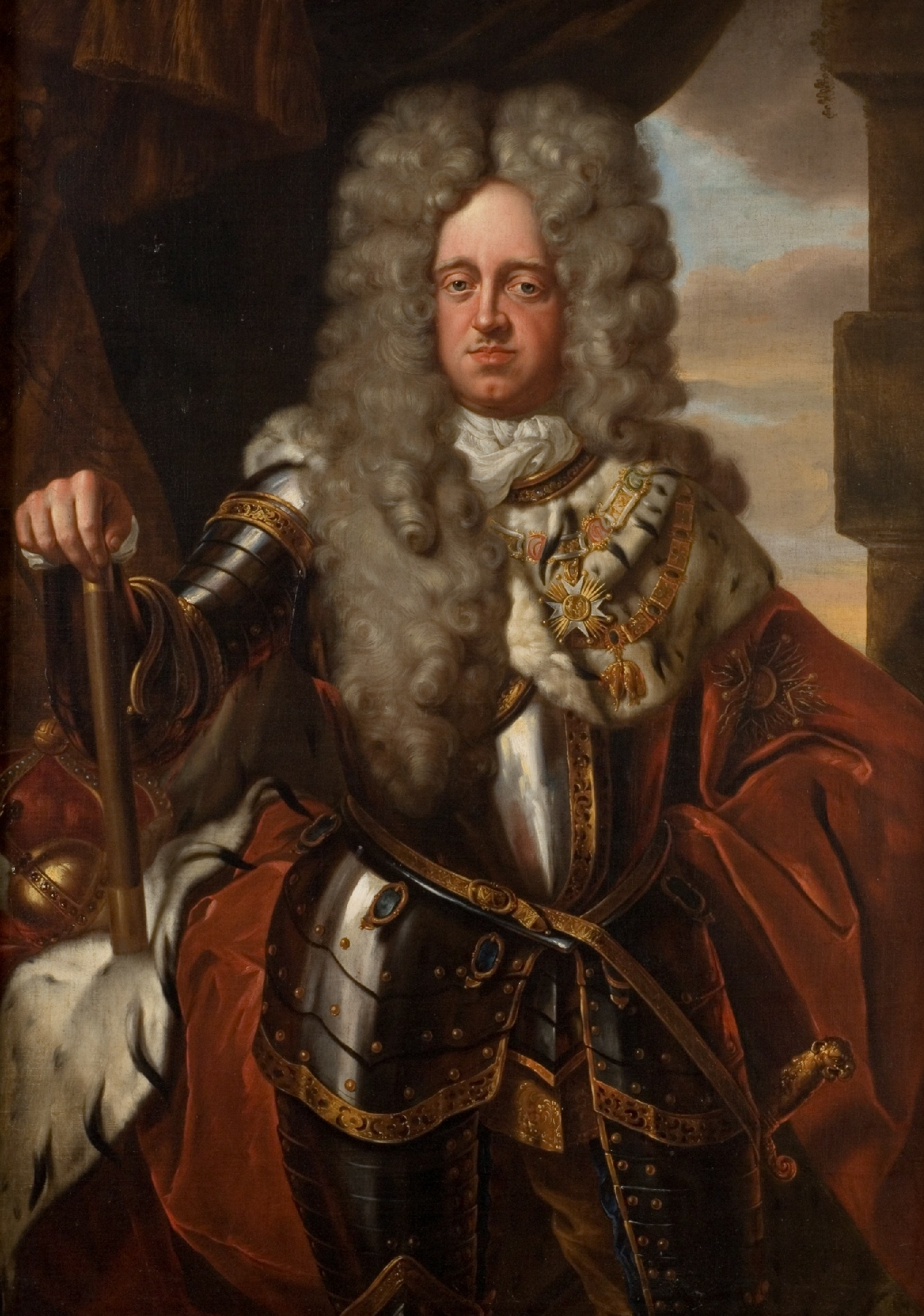
Jan Wellem Portret
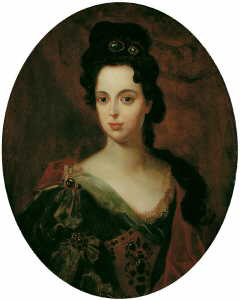
Anna Maria Luisa de Medici Portret
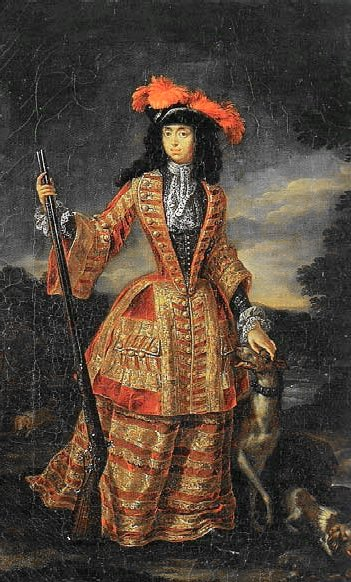
Anna Maria Luisa de Medici Portret în rochie de vânătoare
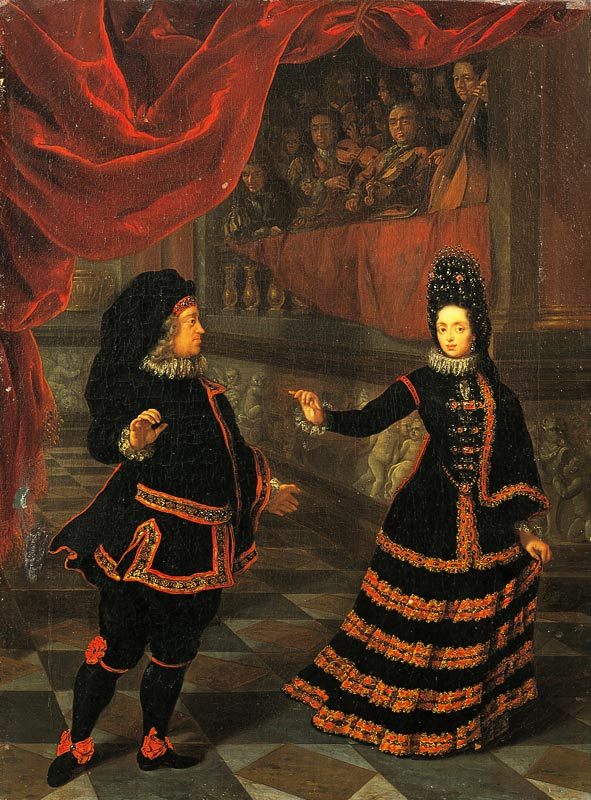
Prinţul elector şi soţia sa în costume spaniole de dans
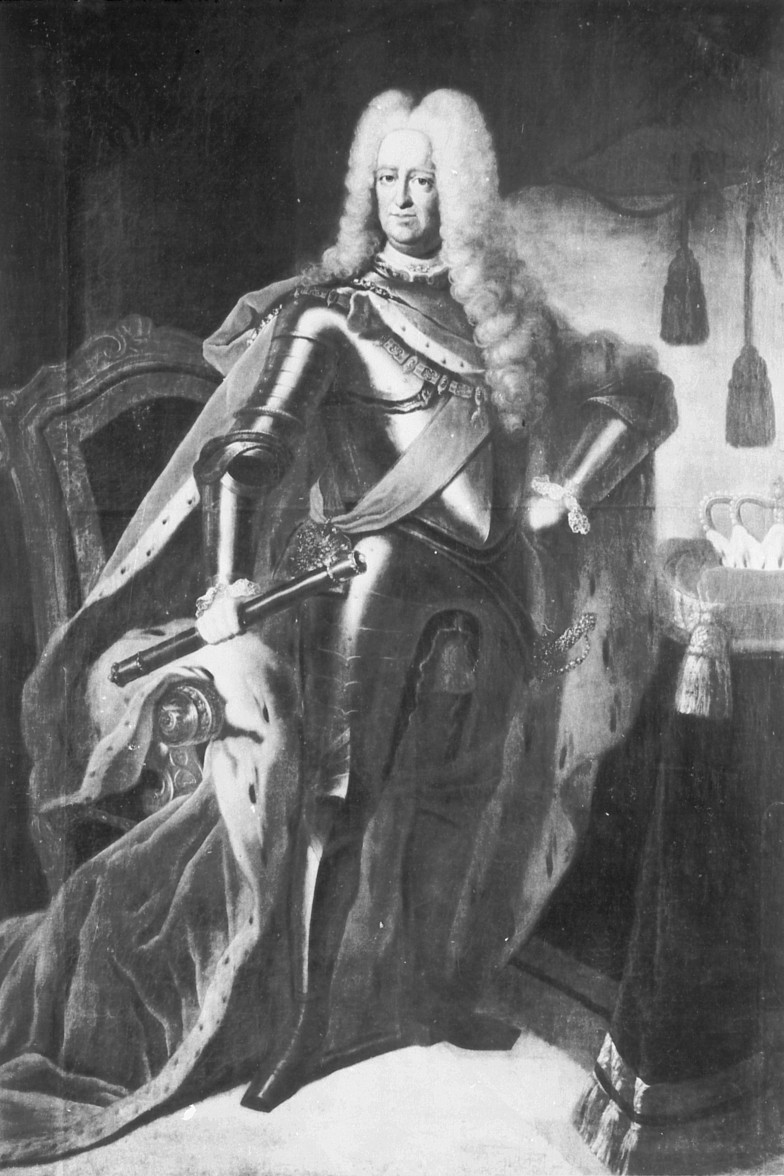
Karl III Philipp von der Pfalz Portret
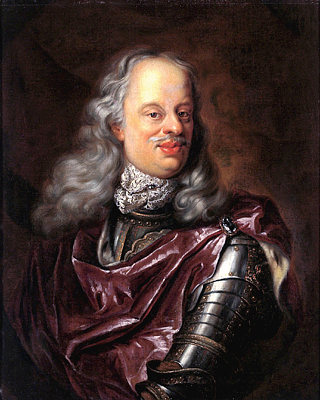
Marele duce de Toscana, Cosimo al III-lea Portret
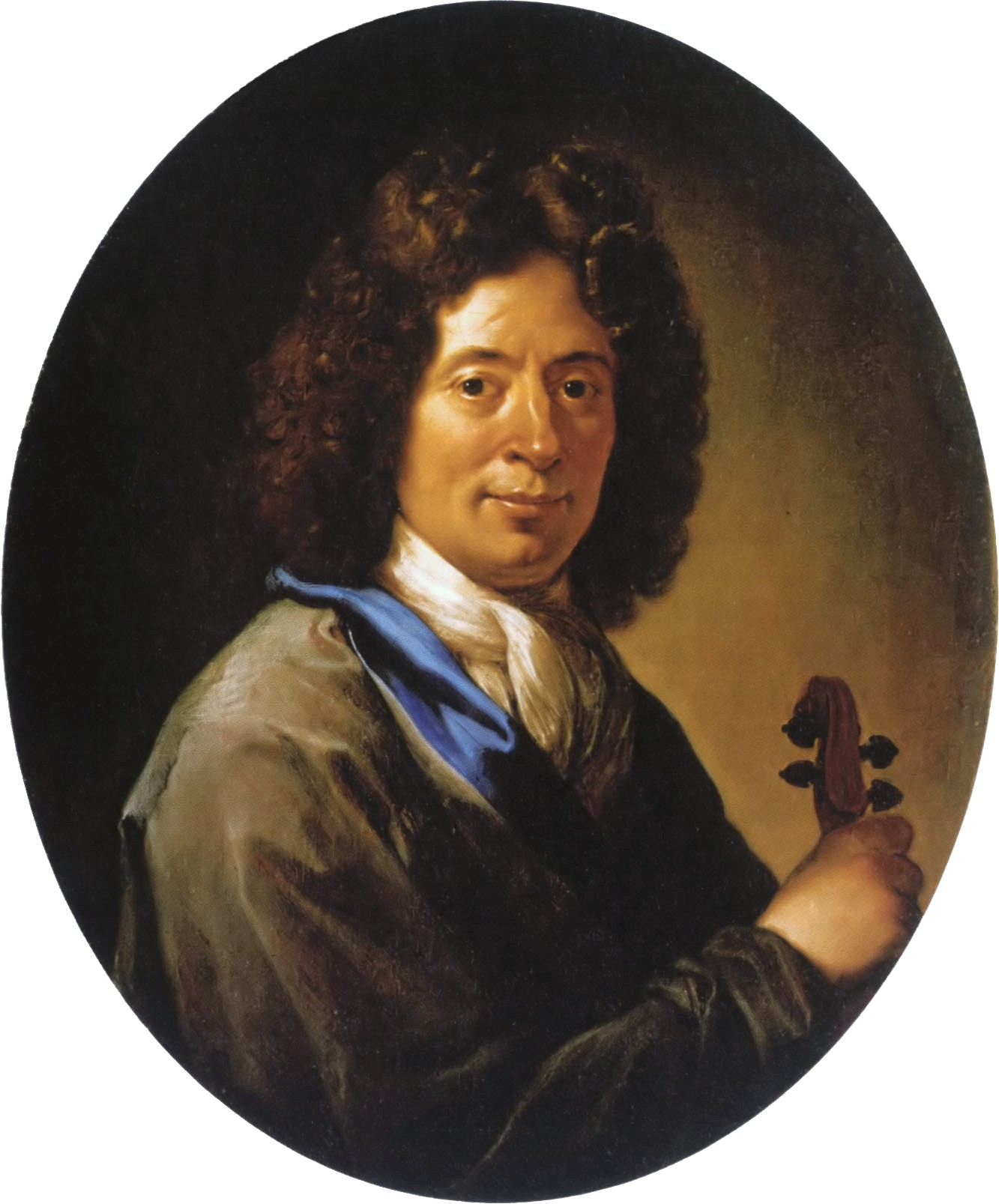
Arcangelo Corelli Portret